# کلاکستون، شهرستان اندرسون، تنسی
کلاکستون (به انگلیسی: Claxton) یک منطقهٔ مسکونی در ایالات متحده آمریکا است که در شهرستان اندرسون، تنسی واقع شده‌است.